# Parowiznyk Charków
Parowiznyk Charków (ukr. «Паровізник» Харків) – ukraiński klub piłkarski z siedzibą w mieście Charków, w północno-wschodniej części kraju, działający w latach 1921–1924.

## Historia
Chronologia nazw:
- 1921: Parowiznyk Charków (ukr. «Паровізник» Харків, ros. «Паровозник» Харьков)
- 1924: klub rozwiązano

Piłkarska drużyna Parowiznyk została założona w Charkowie w 1921 roku i reprezentowała Charkowską Fabrykę Parowozów (ChPZ). W 1922 roku zespół w mistrzostwach Charkowa zajął drugie miejsce w klasie B, wyprzedzając silne drużyny Bałabanowci i Spartak. W lipcu 1924 roku piłkarze ChPZ jeździli na mecze towarzyskie do Jekaterynosławia i z sukcesem rozgrywali je także w innych miastach. Pod koniec 1924 roku klub został rozwiązany, a w 1925 roku w zakładzie powstał nowy klub ChPZ.

## Sukcesy
- Klasa B mistrzostw Charkowa:
  - wicemistrz (1): 1922

## Inne
- Spartak Charków
- Metalist Charków